# Romauld Aguillera
Romauld Aguillera (ur. 7 lutego 1979 w Palo Seco) – trynidadzko-tobagijski piłkarz występujący na pozycji pomocnika. Zawodnik klubu T&TEC SC.

## Kariera klubowa
Aguillera zawodową karierę rozpoczynał w Arima Fire. W 2005 roku trafił do zespołu W Connection. W tym samym roku zdobył z nim mistrzostwo Trynidadu i Tobago oraz Puchar Ligi Trynidadzko-Tobagijskiej. W 2006 roku odszedł do United Petrotrin. Spędził tam trzy sezony, a potem wrócił do W Connection. W 2009 roku wygrał z nim rozgrywki CFU Club Championship. W 2011 roku przeniósł się do drużyny T&TEC SC.

## Kariera reprezentacyjna
W reprezentacji Trynidadu i Tobago Aguillera zadebiutował w 2003 roku. W 2007 roku został powołany do kadry na Złoty Puchar CONCACAF. Zagrał na nim w meczach z Salwadorem (1:2) i Stanami Zjednoczonymi (0:2), a Trynidad i Tobago zakończył turniej na fazie grupowej.